# نور الدين نبطي
نور الدين نبطي (مواليد 1964 في أورفة) هو رجل أعمال وسياسي تركي، يشغل منصب وزير الخزانة والمالية الحالي وعضو في مجلس إدارة الشركة الاتصالات التركية، تم تعيينه وزيراً للخزانة والمالية من قبل الرئيس رجب طيب أردوغان في 2 ديسمبر 2021 بعد استقالة لطفي إلفان.

## حياة خاصة
متزوج وله 4 أطفال. يجيد اللغة الإنجليزية والقليل من اللغة العربية.